# Plenitudo potestatis
Plenitudo potestatis (Pienezza del potere) è un termine usato dai canonisti medievali per descrivere il potere del romano pontefice. Sebbene l'espressione sia stata usata sin dal pontificato di Papa Leone I (440-461), Papa Innocenzo III (1198-1216) fu il primo papa a usare regolarmente tale termine per descrivere il potere papale.

## Teoria
Il potere del pontefice è "pieno" poiché, a differenza di un re, che detiene solo il potere temporale, il papa detiene entrambi i poteri: 
- spirituale (come successore di Pietro sulla cattedra di Roma);
- temporale (perché il suo prestigio come Vicario di Cristo è tale che il pontefice può intervenire con l'autorità di un monarca per guidare il popolo cristiano sulla via della salvezza).[1]

Da tale concezione deriva la teoria della superiorità del potere del papa su quello di qualunque sovrano.
Il fondamento biblico si rinviene in Romani 13 (omnis potestas a Deo). Ogni potestà viene da Dio e, in particolare, il potere di legare e sciogliere (Consegna delle chiavi) è stato affidato al Papa (che è vicario di Cristo sulla terra): nel diritto medievale, ne consegue che la pienezza di questo potere risiede nel pontefice, che può esercitarla direttamente o delegarla.

## Teorici
Uno dei maggiori fautori di questo concetto fu Egidio Romano.
Il papa Bonifacio VIII lo riprese nella bolla Unam Sanctam.